# Pokal Slovenije 2022/23
Der Pokal Slovenije 2022/23 war die 32. Austragung des slowenischen Fußballpokalwettbewerbs der Herren.
Pokalsieger wurde der NK Olimpija Ljubljana, der sich im Finale gegen den NK Maribor durchsetzte. Titelverteidiger FC Koper war im Viertelfinale ausgeschieden.

## Modus
Die Pokalsaison begann mit einer Vorrunde, die wie die 1. und 2. Runde des Wettbewerbs innerhalb der einzelnen interkommunalen Fußballverbände (MNZ) ausgetragen wurde. Die 6 Erstligisten kamen in der 1. Runde dazu, die 4 Teilnehmer im europäischen Wettbewerb in der 2. Runde.
In allen Begegnungen wurde der Sieger in einem Spiel ermittelt. In den Spielen der Vorrunde, 1. und 2. Runde kam es bei unentschiedenem nach der regulären Spielzeit von 90 Minuten direkt zum Elfmeterschießen. Ab der 3. Runde wurde bei einem Remis zusätzlich eine Verlängerung von zweimal 15 Minuten gespielt und falls erforderlich ein Elfmeterschießen.
Unterklassige Teams haben nicht mehr automatisch Heimrecht. Auch die Setzliste wurde abgeschafft. Der Pokalsieger nimmt an der 2. Qualifikationsrunde der UEFA Europa Conference League 2023/24 teil.

## Teilnehmer
Insgesamt 186 Vereine nahmen in dieser Saison teil.
| Nogometna Liga 2021/22 (10) | Nogometna Liga 2021/22 (10) | Nogometna Liga 2021/22 (10) | Nogometna Liga 2021/22 (10) | Nogometna Liga 2021/22 (10) | Nogometna Liga 2021/22 (10) |
| --- | --- | --- | --- | --- | --- |
| - NK Aluminij - NK Bravo | - NK Celje - NK Domžale | - FC Koper - NK Maribor | - NŠ Mura - NK Olimpija Ljubljana | - NK Radomlje - NK Tabor Sežana | |
| MNZ Celje (17) | MNZ Gorenjske Kranj (19) | MNZ Koper (8) | MNZ Lendava (16) | MNZ Ljubljana (29) | MNZ Ljubljana (29) |
| - NK Brežice 1919 - ND Dravinja - NK Krško - NK Laško - NK Ljubno ob Savinji - NK Mons Claudius - NK Mozirje - NK Posavje Krško - NK Rogaška - NK Rudar Velenje - NK Šampion - NK Šmarje pri Jelšah - NK Šmartno - NK Šoštanj - NK Vojnik - NK Žalec - NK Zreče                                                    | - NK Bitnje - NK Bled - NK Britof - NK Jesenice - NK Zarica Kranj - NK Kranjska Gora - NK Naklo - NK Polet Sveti Martin Muri - ŠD Preddvor - NK Sava Kranj - NK Šenčur - NK Škofja Loka - NK Šobec Lesce - NK Triglav Kranj - NK Tržič 2012 - NK Velesovo Cerklje - NK Visoko - NK Železniki - NK Žiri | - NK Bistrc - NK Jadran Dekani - NK Galeb Ankaran - NK Ilirska Bistrica - MNK Izola - NK Komen - NK Korte - NK Košana                                                                | - NK Bistrica - NK Čentiba - NK Črenšovci - NK Graničar Lendava - NK Hotiza - NK Kobilje - NK Mostje - NK Nafta 1903 - NK Nafta 1903 veterani - NK Nedelica - NK Odranci - NK Olimpija Dolga vas - NK Panonija Gaberje - NK Polana - NK Prekmurec Dobrovnik - NK Turnišče | - NK Arne Tabor ’69 - NK Bela krajina - NK Brinje Grosuplje - NK Dob - NK Dragomer - NK Dren Vrhnika - NK IB 1975 Ljubljana - NK Ihan - ND Ilirija 1911 - NK Ivančna Gorica - NK Jevnica - NK Jezero Medvode - NK Kamnik - NK Kočevje - NK Kolpa | - NK Kresnice - NK Krka - NK Laby’s Mengo28 - NK Litija - NK Ljubljana - NK Rudar Trbovlje - NK Svoboda Kisovec - ND Slovan Ljubljana - NK Šmartno Ljubljana - NK Svoboda Ljubljana - NK Termit Moravče - NK Trebnje - NK Vir - NK Zagorje |
| MNZ Maribor (19) | MNZ Murska Sobota (27) | MNZ Murska Sobota (27) | MNZ Nova Gorica (9) | MNZ Ptuj (32) | MNZ Ptuj (32) |
| - NK Akumulator Mežica - NK Dobrovce - NK Duplek - NK Fužinar - NK Jurovski Dol - NK Koroška Dravograd - NK Korotan Prevalje - NK Limbuš Pekre - NK Malečnik - ŠD Marjeta na Dravskem polju - NK Miklavz - NK Peca - NK Pohorje - NK Rače - NK Radlje - ŠD Rogoza - ŠD Starše - ŽNK MB Tabor - NK Tehnotim Pesnica | - NK Apače - ŠNK Bakovci - ND Beltinci - NK Bogojina - NK Cankova - NK Čarda Martjanci - ŠD Cven - NK Dokležovje - NK Gančani - NK Goričanka - NK Grad - NK Hodoš - ŠD Ižakovci - NK Kema Puconci | - NK Križevci - NK Lipa - NK Ljutomer - NK Radenska Slatina - NK Rakičan - ŠNK Radgona - NK Roma - NK Šalovci - NK Serdica - NK Tišina - NK Tromejnik - NK Veržej - NŠ Mura veterani | - ND Adria - ND Bilje - ŠD Boreas Ajdovščina - NK Brda Dobrovo - NK Indrija - ND Primorje - NK Renče - NK Tolmin - NK Vipava | - NK Aluminij - ŠD Apače - NK Bistrica - NK Bukovci - NK Cirkulane - ŠD Dornava - NK Drava Ptuj - NK Gerečja vas - NK Gorišnica - NK Grajena - NK Hajdina - NK Hajdoše - NK Leskovec - NK Makole - NK Markovci - NK Mladinec Lovrenc             | - NK Oplotnica - NK Ormož - NK Podlehnik - NK Podvinci - NK Boč Poljčane - NK Polskava - NK Pragersko - NK Rogoznica - NK Slovenja vas - NK Skorba - NK Središče - NK Stojnci - NK Tržec - NK Videm - NK Zavrč - NK Zgornja Polskava       |

## Vorrunde
Teilnehmer: 124 Teams ab der zweiten Liga abwärts.

### MNZ Celje
| Datum      |                  | Ergebnis        |                      |
| ---------- | ---------------- | --------------- | -------------------- |
| 23.08.2022 | NK Krško         | 03:0 1          | NK Zreče             |
| 24.08.2022 | NK Vojnik        | 0:8             | NK Rudar Velenje     |
| 24.08.2022 | NK Šampion       | 8:0             | NK Ljubno ob Savinji |
| 30.08.2021 | NK Žalec         | 1:1 (3:1 i. E.) | NK Šoštanj           |
| 31.08.2022 | NK Posavje Krško | 3:0             | NK Šmartno           |
| 31.08.2022 | NK Laško         | 4:1             | NK Mons Claudius     |

### MNZ Gorenjske Kranj
| Datum      |                            | Ergebnis        |                  |
| ---------- | -------------------------- | --------------- | ---------------- |
| 24.08.2022 | NK Šenčur                  | 5:2             | NK Zarica Kranj  |
| 24.08.2022 | NK Bled                    | 0:1             | NK Visoko        |
| 24.08.2022 | NK Bitnje                  | 2:2 (2:4 i. E.) | NK Kranjska Gora |
| 24.08.2022 | NK Britof                  | 3:2             | NK Naklo         |
| 24.08.2022 | NK Šobec Lesce             | 2:1             | NK Sava Kranj    |
| 24.08.2022 | NK Velesovo Cerklje        | 4:0             | ŠD Preddvor      |
| 24.08.2022 | NK Polet Sveti Martin Muri | 0:5             | NK Žiri          |

### MNZ Koper
| Datum      |                  | Ergebnis        |                     |
| ---------- | ---------------- | --------------- | ------------------- |
| 24.08.2022 | NK Košana        | 3:2             | NK Ilirska Bistrica |
| 24.08.2022 | NK Galeb Ankaran | 0:1             | NK Komen            |
| 24.08.2022 | NK Korte         | 2:2 (6:7 i. E.) | NK Bistrc           |

### MNZ Lendava
| Datum      |                        | Ergebnis |                       |
| ---------- | ---------------------- | -------- | --------------------- |
| 14.08.2022 | NK Hotiza              | 9:0      | NK Mostje             |
| 14.08.2022 | NK Prekmurec Dobrovnik | 4:0      | NK Črenšovci          |
| 14.08.2022 | NK Polana              | 6:1      | NK Olimpija Dolga vas |
| 14.08.2022 | NK Odranci             | 03:0 1   | NK Kobilje            |

### MNZ Ljubljana
| Datum      |                      | Ergebnis        |                      |
| ---------- | -------------------- | --------------- | -------------------- |
| 17.08.2022 | NK Zagorje           | 2:2 (6:5 i. E.) | NK Brinje Grosuplje  |
| 23.08.2022 | NK Kočevje           | 4:3             | NK Rudar Trbovlje    |
| 23.08.2022 | NK Laby’s Mengo28    | 2:1             | NK Kresnice          |
| 24.08.2022 | NK Jevnica           | 3:1             | NK Kolpa             |
| 24.08.2022 | NK Šmartno Ljubljana | 1:3             | NK Kamnik            |
| 24.08.2022 | NK Bela krajina      | 2:3             | NK Krka              |
| 24.08.2022 | NK Jezero Medvode    | 2:4             | NK Svoboda Ljubljana |
| 24.08.2022 | ND Slovan Ljubljana  | 3:0             | NK Ihan              |
| 24.08.2022 | NK Dob               | 4:0             | NK Svoboda Kisovec   |
| 24.08.2022 | NK Termit Moravče    | 2:2 (3:1 i. E.) | NK Vir               |

### MNZ Maribor
| Datum      |                      | Ergebnis        |                              |
| ---------- | -------------------- | --------------- | ---------------------------- |
| 23.08.2022 | NK Dobrovce          | 3:0             | NK Radlje                    |
| 24.08.2022 | NK Pohorje           | 0:1             | ŽNK MB Tabor                 |
| 24.08.2022 | NK Koroška Dravograd | 2:1             | ŠD Starše                    |
| 24.08.2022 | NK Jurovski Dol      | 4:2             | NK Miklavz                   |
| 24.08.2022 | NK Fužinar           | 10:00           | ŠD Rogoza                    |
| 24.08.2022 | NK Malečnik          | 1:1 (4:2 i. E.) | NK Tehnotim Pesnica          |
| 24.08.2022 | NK Limbuš Pekre      | 6:0             | NK Duplek                    |
| 24.08.2022 | NK Peca              | 0:0 (4:5 i. E.) | ŠD Marjeta na Dravskem polju |
| 24.08.2022 | NK Korotan Prevalje  | 4:0             | NK Rače                      |

### MNZ Murska Sobota
| Datum      |               | Ergebnis |                     |
| ---------- | ------------- | -------- | ------------------- |
| 13.08.2022 | NK Cankova    | 3:0      | NK Goričanka        |
| 13.08.2022 | NK Lipa       | 2:4      | NK Serdica          |
| 14.08.2022 | NK Tišina     | 1:3      | NK Čarda Martjanci  |
| 14.08.2022 | NK Dokležovje | 00:10    | NK Gančani          |
| 14.08.2022 | NK Tromejnik  | 6:0      | NK Šalovci          |
| 14.08.2022 | NK Križevci   | 4:0      | ŠNK Bakovci         |
| 15.08.2022 | NK Hodoš      | 2:3      | NK Grad             |
| 15.08.2022 | NK Rakičan    | 5:1      | ŠD Ižakovci         |
| 24.08.2022 | NK Bogojina   | 1:2      | NK Radenska Slatina |

### MNZ Nova Gorica
| Datum      |           | Ergebnis        |                      |
| ---------- | --------- | --------------- | -------------------- |
| 24.08.2022 | NK Renče  | 1:1 (4:5 i. E.) | NK Vipava            |
| 24.08.2022 | NK Tolmin | 7:0             | ŠD Boreas Ajdovščina |

### MNZ Ptuj
| Datum      |                     | Ergebnis        |              |
| ---------- | ------------------- | --------------- | ------------ |
| 23.08.2022 | NK Markovci         | 0:1             | NK Makole    |
| 24.08.2022 | NK Slovenja vas     | 00:3 1          | ŠD Apače     |
| 24.08.2022 | NK Središče         | 0:1             | NK Tržec     |
| 24.08.2022 | NK Gerečja vas      | 2:1             | NK Ormož     |
| 24.08.2022 | NK Rogoznica        | 2:2 (4:2 i. E.) | ŠD Dornava   |
| 24.08.2022 | NK Zgornja Polskava | 1:2             | NK Stojnci   |
| 24.08.2022 | NK Leskovec         | 0:2             | NK Oplotnica |
| 25.08.2022 | NK Mladinec Lovrenc | 2:1             | NK Podlehnik |
| 25.08.2022 | NK Hajdina          | 3:0             | NK Gorišnica |
| 25.08.2022 | NK Skorba           | 2:7             | NK Grajena   |
| 25.08.2022 | NK Bukovci          | 6:0             | NK Hajdoše   |
| 31.08.2022 | NK Pragersko        | 2:2 (1:3 i. E.) | NK Polskava  |

## 1. Runde
Teilnehmer: Die 62 Sieger der Vorrunde, 52 weitere Teams ab der 2. Liga abwärts und die 6 Erstligisten, die nicht an europäischen Wettbewerben teilnahmen.

### MNZ Celje
| Datum      |                  | Ergebnis        |                      |
| ---------- | ---------------- | --------------- | -------------------- |
| 13.09.2022 | ND Dravinja      | 6:0             | NK Žalec             |
| 13.09.2022 | NK Krško         | 2:2 (5:6 i. E.) | NK Šampion           |
| 13.09.2022 | NK Mozirje       | 1:4             | NK Brežice 1919      |
| 14.09.2022 | NK Posavje Krško | 0:4             | NK Rudar Velenje     |
| 14.09.2022 | NK Laško         | 0:9             | NK Celje             |
| 21.09.2022 | NK Rogaška       | 14:00           | NK Šmarje pri Jelšah |

### MNZ Gorenjske Kranj
| Datum      |                     | Ergebnis |                  |
| ---------- | ------------------- | -------- | ---------------- |
| 13.09.2022 | NK Šenčur           | 5:0      | NK Šobec Lesce   |
| 14.09.2022 | NK Tržič 2012       | 0:8      | NK Visoko        |
| 14.09.2022 | NK Britof           | 2:1      | NK Železniki     |
| 14.09.2022 | NK Jesenice         | 3:0      | NK Kranjska Gora |
| 14.09.2022 | NK Velesovo Cerklje | 1:3      | NK Žiri          |
| 28.09.2022 | NK Škofja Loka      | 0:6      | NK Triglav Kranj |

### MNZ Koper
| Datum      |                 | Ergebnis |                  |
| ---------- | --------------- | -------- | ---------------- |
| 14.09.2022 | NK Tabor Sežana | 4:0      | NK Jadran Dekani |
| 14.09.2022 | NK Bistrc       | 1:3      | MNK Izola        |
| 14.09.2022 | NK Košana       | 0:1      | NK Komen         |

### MNZ Lendava
| Datum      |                        | Ergebnis |                     |
| ---------- | ---------------------- | -------- | ------------------- |
| 14.09.2022 | NK Panonija Gaberje    | 3:2      | NK Graničar Lendava |
| 14.09.2022 | NK Prekmurec Dobrovnik | 1:3      | NK Nafta 1903       |
| 14.09.2022 | NK Čentiba             | 00:3 1   | NK Polana           |
| 14.09.2022 | NK Nedelica            | 1:4      | NK Turnišče         |
| 15.09.2022 | NK Nafta 1903 veterani | 0:7      | NK Odranci          |
| 15.09.2022 | NK Bistrica            | 2:5      | NK Hotiza           |

### MNZ Ljubljana
| Datum      |                   | Ergebnis        |                      |
| ---------- | ----------------- | --------------- | -------------------- |
| 13.09.2022 | NK Dren Vrhnika   | 0:2             | NK Litija            |
| 13.09.2022 | NK Krka           | 5:1             | NK Jevnica           |
| 14.09.2022 | NK Termit Moravče | 1:3             | NK Ivančna Gorica    |
| 14.09.2022 | NK Laby’s Mengo28 | 1:4             | ND Ilirija 1911      |
| 14.09.2022 | NK Arne Tabor ’69 | 0:0 (4:2 i. E.) | NK Kočevje           |
| 14.09.2022 | NK Bravo          | 5:0             | NK Svoboda Ljubljana |
| 14.09.2022 | NK Trebnje        | 2:3             | NK Zagorje           |
| 14.09.2022 | NK Domžale        | 7:0             | NK Kamnik            |
| 14.09.2022 | NK Radomlje       | 4:0             | NK Dragomer          |
| 14.09.2022 | NK Ljubljana      | 1:0             | ND Slovan Ljubljana  |
| 20.09.2022 | NK Dob            | 3:0             | NK IB 1975 Ljubljana |

### MNZ Maribor
| Datum      |                      | Ergebnis |                              |
| ---------- | -------------------- | -------- | ---------------------------- |
| 14.09.2022 | NK Jurovski Dol      | 4:2      | ŠD Marjeta na Dravskem polju |
| 14.09.2022 | NK Akumulator Mežica | 0:4      | NK Dobrovce                  |
| 14.09.2022 | NK Limbuš Pekre      | 3:1      | NK Koroška Dravograd         |
| 14.09.2022 | NK Korotan Prevalje  | 4:1      | NK Malečnik                  |
| 21.09.2022 | ŽNK MB Tabor         | 0:5      | NK Fužinar                   |

### MNZ Murska Sobota
| Datum      |                     | Ergebnis |                  |
| ---------- | ------------------- | -------- | ---------------- |
| 14.09.2022 | NK Rakičan          | 5:2      | NŠ Mura veterani |
| 14.09.2022 | NK Serdica          | 1:0      | NK Križevci      |
| 14.09.2022 | ND Beltinci         | 6:0      | NK Kema Puconci  |
| 14.09.2022 | ŠD Cven             | 5:1      | NK Roma          |
| 14.09.2022 | NK Veržej           | 4:2      | ŠNK Radgona      |
| 14.09.2022 | NK Radenska Slatina | 3:0      | NK Apače         |
| 14.09.2022 | NK Ljutomer         | 1:0      | NK Grad          |
| 14.09.2022 | NK Gančani          | 4:2      | NK Tromejnik     |
| 14.09.2022 | NK Čarda Martjanci  | 1:0      | NK Cankova       |

### MNZ Nova Gorica
| Datum      |                 | Ergebnis        |             |
| ---------- | --------------- | --------------- | ----------- |
| 14.09.2022 | ND Bilje        | 0:0 (4:5 i. E.) | NK Indrija  |
| 14.09.2022 | NK Brda Dobrovo | 0:2             | ND Primorje |
| 14.09.2022 | NK Vipava       | 1:1 (4:2 i. E.) | ND Gorica   |
| 20.09.2022 | NK Tolmin       | 1:0             | ND Adria    |

### MNZ Ptuj
| Datum      |                 | Ergebnis        |                     |
| ---------- | --------------- | --------------- | ------------------- |
| 13.09.2022 | NK Grajena      | 0:6             | NK Aluminij         |
| 13.09.2022 | NK Oplotnica    | 3:0             | NK Mladinec Lovrenc |
| 13.09.2022 | NK Polskava     | 0:0 (5:4 i. E.) | NK Rogoznica        |
| 13.09.2022 | NK Stojnci      | 2:3             | NK Bistrica         |
| 14.09.2022 | NK Boč Poljčane | 4:4 (4:5 i. E.) | NK Bukovci          |
| 14.09.2022 | NK Videm        | 3:1             | NK Gerečja vas      |
| 14.09.2022 | ŠD Apače        | 1:0             | NK Drava Ptuj       |
| 14.09.2022 | NK Makole       | 1:6             | NK Zavrč            |
| 14.09.2022 | NK Hajdina      | 1:4             | NK Cirkulane        |
| 21.09.2022 | NK Tržec        | 1:4             | NK Podvinci         |

## 2. Runde
Teilnehmer: Die 60 Sieger der 1. Runde und die 4 Erstligisten, die Slowenien bei europäischen Wettbewerben vertreten haben.

### MNZ Celje
| Datum      |                  | Ergebnis |                 |
| ---------- | ---------------- | -------- | --------------- |
| 28.09.2022 | NK Celje         | 5:0      | ND Dravinja     |
| 12.10.2022 | NK Rogaška       | 4:2      | NK Šampion      |
| 19.10.2022 | NK Rudar Velenje | 10:00    | NK Brežice 1919 |

### MNZ Gorenjske Kranj
| Datum      |             | Ergebnis        |                  |
| ---------- | ----------- | --------------- | ---------------- |
| 12.10.2022 | NK Žiri     | 0:2             | NK Triglav Kranj |
| 12.10.2022 | NK Visoko   | 2:3             | NK Britof        |
| 19.10.2022 | NK Jesenice | 1:1 (2:4 i. E.) | NK Šenčur        |

### MNZ Koper
| Datum      |                 | Ergebnis |          |
| ---------- | --------------- | -------- | -------- |
| 19.10.2022 | MNK Izola       | 0:2      | FC Koper |
| 19.10.2022 | NK Tabor Sežana | 9:1      | NK Komen |

### MNZ Lendava
| Datum      |                     | Ergebnis |               |
| ---------- | ------------------- | -------- | ------------- |
| 19.10.2022 | NK Turnišče         | 00:3 1   | NK Odranci    |
| 19.10.2022 | NK Panonija Gaberje | 1:4      | NK Hotiza     |
| 19.10.2022 | NK Polana           | 0:2      | NK Nafta 1903 |

### MNZ Ljubljana
| Datum      |                       | Ergebnis        |                   |
| ---------- | --------------------- | --------------- | ----------------- |
| 18.10.2022 | NK Domžale            | 3:1             | ND Ilirija 1911   |
| 19.10.2022 | NK Radomlje           | 0:2             | NK Bravo          |
| 19.10.2022 | NK Krka               | 8:0             | NK Litija         |
| 19.10.2022 | NK Arne Tabor ’69     | 0:3             | NK Dob            |
| 19.10.2022 | NK Olimpija Ljubljana | 5:0             | NK Ivančna Gorica |
| 19.10.2022 | NK Ljubljana          | 1:1 (2:4 i. E.) | NK Zagorje        |

### MNZ Maribor
| Datum      |             | Ergebnis        |                     |
| ---------- | ----------- | --------------- | ------------------- |
| 18.10.2022 | NK Maribor  | 9:0             | NK Limbuš Pekre     |
| 19.10.2022 | NK Fužinar  | 4:1             | NK Jurovski Dol     |
| 19.09.2022 | NK Dobrovce | 3:3 (6:5 i. E.) | NK Korotan Prevalje |

### MNZ Murska Sobota
| Datum      |                     | Ergebnis        |             |
| ---------- | ------------------- | --------------- | ----------- |
| 19.10.2022 | NK Radenska Slatina | 7:0             | NK Rakičan  |
| 19.10.2022 | ŠD Cven             | 2:0             | NK Veržej   |
| 19.10.2022 | NK Čarda Martjanci  | 2:3             | NK Serdica  |
| 19.10.2022 | NK Gančani          | 1:2             | NŠ Mura     |
| 20.09.2022 | NK Ljutomer         | 0:0 (7:6 i. E.) | ND Beltinci |

### MNZ Nova Gorica
| Datum      |             | Ergebnis |           |
| ---------- | ----------- | -------- | --------- |
| 18.10.2022 | ND Primorje | 3:1      | NK Tolmin |
| 19.10.2022 | NK Indrija  | 1:0      | NK Vipava |

### MNZ Ptuj
| Datum      |              | Ergebnis |              |
| ---------- | ------------ | -------- | ------------ |
| 18.10.2022 | NK Aluminij  | 11:00    | NK Bukovci   |
| 19.10.2022 | NK Zavrč     | 03:0 1   | ŠD Apače     |
| 19.10.2022 | NK Cirkulane | 1:0      | NK Polskava  |
| 19.10.2022 | NK Bistrica  | 13:00    | NK Oplotnica |
| 19.10.2022 | NK Podvinci  | 0:2      | NK Videm     |

## 3. Runde
| Datum      |                       | Ergebnis               |                  |
| ---------- | --------------------- | ---------------------- | ---------------- |
|            | NK Radenska Slatina   | 00:3 1                 | NK Bistrica      |
| 08.11.2022 | NK Fužinar            | 4:1                    | ŠD Cven          |
| 08.11.2022 | NK Hotiza             | 0:7                    | NK Domžale       |
| 08.11.2022 | NK Nafta 1903         | 1:1 n. V., (5:4 i. E.) | NK Triglav Kranj |
| 09.11.2022 | NK Rogaška            | 7:0                    | NK Odranci       |
| 09.11.2022 | NK Indrija            | 1:5                    | NK Aluminij      |
| 09.11.2022 | ND Primorje           | 8:0                    | NK Zagorje       |
| 09.11.2022 | NK Bravo              | 9:0                    | NK Britof        |
| 08.11.2022 | NK Videm              | 2:2 n. V., (8:7 i. E.) | NK Dob           |
| 09.11.2022 | NK Zavrč              | 2:0                    | NK Serdica       |
| 09.11.2022 | NK Celje              | 2:1                    | NŠ Mura          |
| 09.11.2022 | NK Olimpija Ljubljana | 4:1                    | NK Ljutomer      |
| 09.11.2022 | NK Maribor            | 3:1                    | NK Krka          |
| 10.11.2022 | NK Tabor Sežana       | 2:1 n. V.              | NK Šenčur        |
| 10.11.2022 | NK Rudar Velenje      | 4:1                    | NK Dobrovce      |
| 10.11.2022 | FC Koper              | 6:0                    | NK Cirkulane     |

## Achtelfinale
| Datum      |                  | Ergebnis  |                       |
| ---------- | ---------------- | --------- | --------------------- |
| 07.03.2023 | ND Primorje      | 6:1       | NK Zavrč              |
| 07.03.2023 | NK Celje         | 3:0       | NK Videm              |
| 07.03.2023 | FC Koper         | 2:0 n. V. | NK Domžale            |
| 08.03.2023 | NK Tabor Sežana  | 0:1       | NK Rogaška            |
| 08.03.2023 | NK Rudar Velenje | 0:4       | NK Maribor            |
| 08.03.2023 | NK Aluminij      | 4:2       | NK Fužinar            |
| 08.03.2023 | NK Nafta 1903    | 1:3       | NK Olimpija Ljubljana |
| 09.03.2023 | NK Bistrica      | 1:0       | NK Bravo              |

## Viertelfinale
| Datum      |                       | Ergebnis              |             |
| ---------- | --------------------- | --------------------- | ----------- |
| 05.04.2023 | NK Aluminij           | 1:0                   | FC Koper    |
| 05.04.2023 | NK Maribor            | 3:1                   | ND Primorje |
| 06.04.2023 | NK Rogaška            | 0:2                   | NK Bistrica |
| 06.04.2023 | NK Olimpija Ljubljana | 0:0 n. V. (6:5 i. E.) | NK Celje    |

## Halbfinale
| Datum      |                       | Ergebnis |             |
| ---------- | --------------------- | -------- | ----------- |
| 25.04.2023 | NK Bistrica           | 1:3      | NK Maribor  |
| 26.04.2023 | NK Olimpija Ljubljana | 2:1      | NK Aluminij |

## Finale
| Paarung               | NK Olimpija Ljubljana – NK Maribor |
| Ergebnis              | 2:1 n. V. (0:0, 0:0) |
| Datum                 | 6. Mai 2023 |
| Stadion               | Stadion Z’dežele, Celje |
| Zuschauer             | 9.217 |
| Schiedsrichter        | Bojan Mertik |
| Tore                  | 1:0 Justas Lasickas (103.) 1:1 Nemanja Mitrović (113.) 2:1 Timi Max Elšnik (120.+11') |
| NK Olimpija Ljubljana | Matevž Vidovšek – Marcel Ratnik, Đorđe Crnomarković, David Sualehe, Aljaž Krefl (83. Justas Lasickas) – Agustin Doffo (119. Anes Krdžalić), Timi Max Elšnik , Mario Kvesić, Svit Sešlar – Aldair Djalo Balde (83. Rui Pedro Silva), Admir Bristrić Cheftrainer: Albert Riera                                           |
| NK Maribor            | Ažbe Jug – Max Watson, Luka Uskoković, Ignacio Guerrico, Martin Milec (80. Andraž Žinič) – Jan Repas (113. Ishaq Kayode Rafiu), Marin Laušić (90+3' Luka Božičković), Marko Božić (80. Rok Kronaveter, 113. Nemanja Mitrović), Marko Tolić (106. Arnel Jakupović) – Ivan Brnić, Žan Vipotnik Cheftrainer: Damir Krznar |
| Gelbe Karten          | Mario Kvesić, Agustin Doffo, Timi Max Elšnik, Matevž Vidovšek, Svit Sešlar – Marko Tolić, Marin Laušić, Max Watson, Luka Božičković, Ignacio Guerrico |
| Platzverweise         | Martin Milec (92.) – keine |
|                       | keine – Rok Sirk (120.+8', Reservebank) |
| Besonderheiten        | Matevž Vidovšek hält Foulelfmeter von Marko Tolić (90.+11') |